# Hua Sui
Hua Sui (1439 – 1513) è stato un inventore e tipografo cinese vissuto durante la dinastia Ming (1368-1644 d.C.).

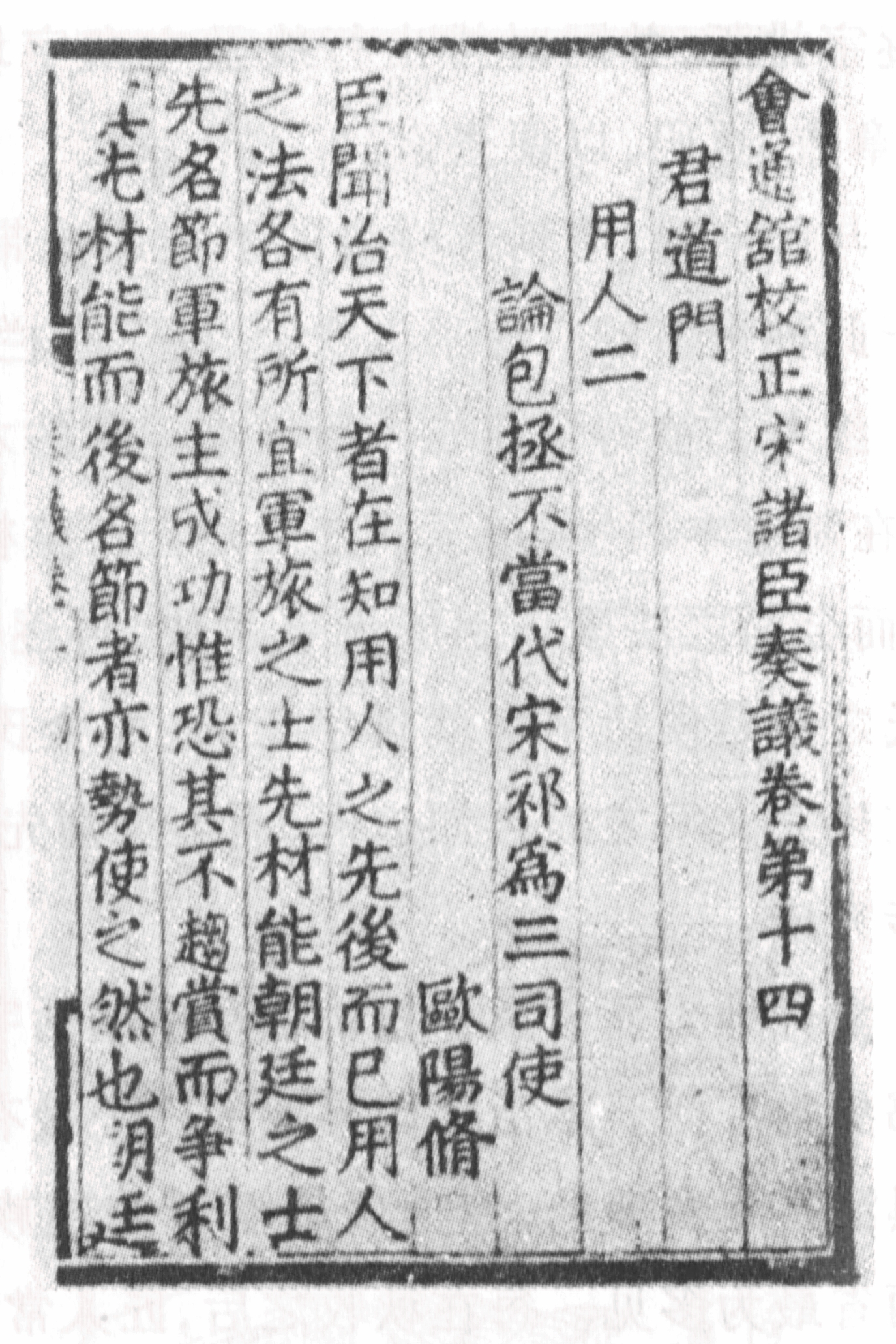
Una pagina di uno dei libri di Hua Sui stampati nel 1490 utilizzando caratteri mobili in metallo.

Apparteneva alla ricca famiglia Hua, rinomata in tutto lo Jiangsu, ed è noto per aver ideato la prima stampa a caratteri mobili in metallo della Cina nel 1490 d.C.

## Stampa a caratteri mobili in metallo
La stampa a caratteri mobili in metallo era stata inventata in Corea all'inizio del XIII secolo, tuttavia non ci sono prove concrete sul fatto che questa possa aver influenzato la stampa di Hua Sui.

### Antichi tipi in legno e ceramica

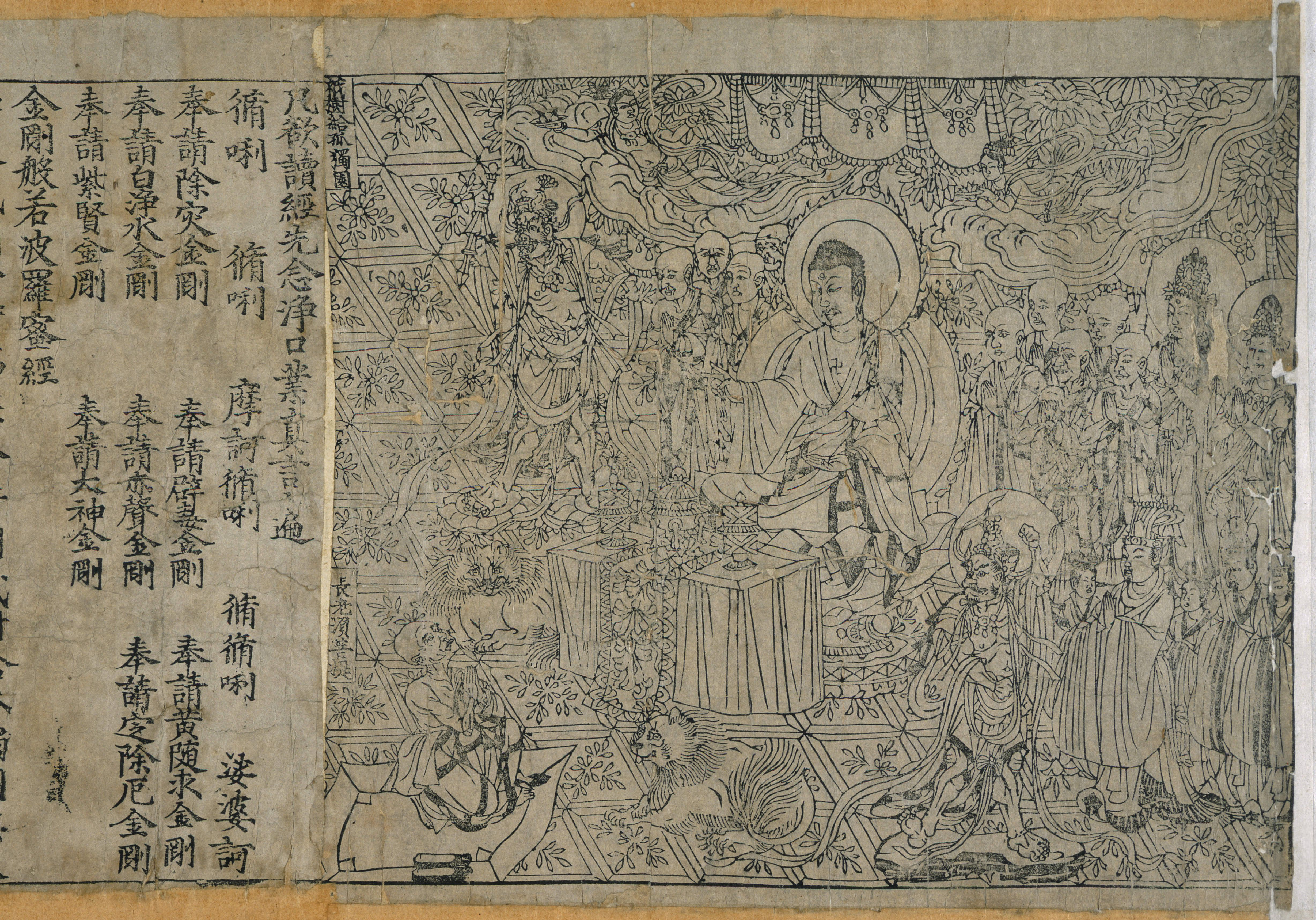
La Sutra del Diamante, il più antico libro stampato conosciuto della storia (868 d.C.). Esso fu stampato per mezzo di tipi di legno.

I caratteri mobili furono inventati e migliorati in Cina secoli prima di Hua Sui. Come scritto dal poliedrico scienziato cinese Shen Kuo (1031-1095) della dinastia Song (960-1279 d.C.), l'artigiano Bi Sheng (990-1051) fu il primo a inventare i caratteri mobili, questi in ceramica, durante il periodo Qingli (1041-1048). Durante la dinastia Yuan (1279-1368 d.C.) il magistrato Wang Zhen (fl. 1290-1333) fu uno dei primi innovatori dei caratteri mobili in legno, poiché il suo processo migliorò anche la velocità di composizione. Egli inoltre sperimentò la stampa di caratteri in metallo usando lo stagno. Scrisse infatti nel libro del Nong Shu (1313 d.C.):
()
 Pertanto, il tipo in stagno del XIII non ebbe successo perché incompatibile con il processo di inchiostrazione. Sebbene non avesse avuto successo ai tempi di Wang Zhen, il tipo in bronzo di Hua Sui alla fine del XV secolo sarebbe stato utilizzato per secoli in Cina, fino alla fine del XIX secolo. Inoltre nel XIX secolo, un certo signor Tong del Guangdong impiegò con successo un carattere mobile in stagno, dimostrando di averlo reso più compatibile con il processo di inchiostrazione.

### Tipi in metallo del periodo Ming
Hua Sui, che non divenne uno studioso fino all'età di circa cinquant'anni, si interessò alla stampa di libri. Aveva accumulato una considerevole fortuna e desiderava usarla per consolidare la sua reputazione di tipografo nella regione. Egli divenne il primo del suo clan familiare a investire le sue risorse nella stampa in bronzo nel 1490. Il primo libro stampato in caratteri bronzei in Cina fu lo Zhu chen zou yi di quell'anno (oggi conservato nella Biblioteca Centrale Nazionale di Taipei), una semplice raccolta di memoriali stampata in due edizioni. I libri stampati da Hua Sui contengono la firma Hui tong guan ("Studio di maestria e comprensione"), il ché significa che aveva appreso il processo di stampa a caratteri mobili in metallo. Oltre allo Zhu chen zou yi  pubblicò 15 titoli utilizzando il tipo di metallo in un arco di circa 20 anni.
Anche il resto della famiglia di Hua Sui si cimentarono nella stampa di caratteri in metallo: Hua Cheng (1438-1514 d.C.), lontano parente di Sui, antiquario e collezionista di libri, inaugurò la sua tipografia nota come Shang gu zhai (Studio per l'estimo delle antichità) e stampò il Bai chuan xue hai nel 1501 usando caratteri in metallo; Hua Qian (fl. 1513-1516), nipote di Hua Sui, fu autore della ristampa dell'antica enciclopedia Yi wen lei ju della dinastia Tang (1515). Vi furono poi diversi membri della famiglia Hua che contribuirono alla stampa a caratteri mobili in metallo, pubblicando circa 24 libri con tale tecnica tra il 1490 e il 1516.